# Ahmad Halil
Scheich Ahmad Halil (arabisch أحمد هليل, DMG Aḥmad Halīl) ist ein ehemaliger oberster Richter (قاضي القضاة / qāḍī al-quḍāh) von Jordanien sowie Imam des Haschemitischen Hofes. Er ist ehemaliger Minister für religiöse Stiftungen und Islamische Angelegenheiten des Haschemitischen Königreichs Jordanien.
Er ist einer der Senior Fellows des  Königlichen Aal al-Bayt Instituts für islamisches Denken (Royal Aal Al-Bayt Institute for Islamic Thought).
Er war einer der 138 Unterzeichner des offenen Briefes Ein gemeinsames Wort zwischen Uns und Euch (englisch A Common Word Between Us & You), den Persönlichkeiten des Islam an „Führer christlicher Kirchen überall“ (englisch: „Leaders of Christian Churches, everywhere …“) sandten (13. Oktober 2007).
Er war einer der Unterzeichner der Botschaft aus Amman (Amman Message).